# Bistolida owenii
Bistolida owenii là một loài ốc biển, là động vật thân mềm chân bụng sống ở biển trong họ Cypraeidae, họ ốc sứ.

## Phụ loài
- Bistolida owenii owenii (Sowerby, G.B. II, 1837) [2] (đồng nghĩa: Bistolida menkeana Deshayes, G.P., 1863)
  - forma: Bistolida owenii owenii modesta (f) (Sowerby, G.B. III, 1870)
- Bistolida owenii piae Lorenz, F. Jr. & M. Chiapponi, 2005 [3]
- Bistolida owenii vasta (Schilder, F.A. & M. Schilder, 1938) [4] (đồng nghĩa: Cypraea pulchella Gray, J.E., 1828)

## Phân bố
Loài này phân bố ở biển quanh Comoros, Kenya, Madagascar, vùng bể Mascarene, Mauritius; Reunion, Seychelles, Tanzania và Transkei.